# Transports Vallée de Joux, Yverdon-les-Bains, Sainte-Croix
La TRAVYS, acronimo che sta per Transports Vallée-de-Joux - Yverdon-les-Bains - Sainte-Croix è una società che gestisce linee ferroviarie e trasporti su strada nell'area di Yverdon, nel Canton Vaud, in Svizzera.

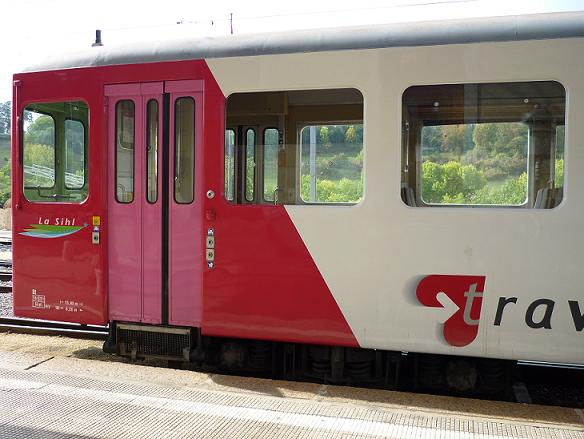
Il logo del TRAVIS su un rotabile

## Storia
La TRAVYS venne creata il 4 luglio 2001 (con effetto retroattivo dal 1º gennaio) dalla fusione di alcune società esercenti trasporti pubblici nel distretto del Jura-Nord vaudois:
- Compagnie du Chemin de Fer d'Yverdon à Sainte-Croix, esercente la ferrovia Yverdon–Sainte-Croix;
- Compagnie du Chemin de fer Pont-Brassus, esercente la ferrovia Pont-Brassus;
- Transports publics Yverdon-les-Bains - Grandson et environs, esercente i trasporti pubblici urbani ed extraurbani di Yverdon, Grandson e dintorni.

Il 1º giugno 2003 la direzione della ferrovia Orbe-Chavornay fu assunta dalla TRAVYS, la quale assorbì per fusione la OC, Société du chemin de fer Orbe-Chavornay (concessionaria della linea) il 27 giugno 2008 con effetto retroattivo dal 1º gennaio 2008.

## Società
La TRAVYS è una società anonima con azionisti principali il canton Vaud (23,09%), il comune di Yverdon-les-Bains (22,78%) e la Confederazione Elvetica (17,23%).

## Esercizio
Le linee esercite sono:
- Ferrovia Yverdon–Sainte-Croix (YSC)
- Ferrovia Pont-Brassus (PBr) e la tratta della FFS « Vallorbe – Le Pont »
- Ferrovia Orbe-Chavornay (OC)
- Yverdon – Vallorbe (BGV) (diretta via autostradale definita linea 10)
- Trasporto urbano di Yverdon
- Linee automobilistiche dell'area di Sainte-Croix